# Lill-Bänglingstjärnen
Lill-Bänglingstjärnen är en sjö i Timrå kommun i Medelpad och ingår i Gådeån-Indalsälvens kustområde. Sjöns area är 0,01 kvadratkilometer och den är belägen 80 meter över havet.